# Acrocercops patricia
Acrocercops patricia är en fjärilsart som beskrevs av Edward Meyrick 1908. Acrocercops patricia ingår i släktet Acrocercops och familjen styltmalar. Inga underarter finns listade i Catalogue of Life.